# Авган (етноним)
Авган (пашт. افغان етноним је кроз историју кориштен за означавање Паштуна, међутим у посљедња два вијека израз се такође користи за означавање било ког старосједиоца или становника Авганистана, укључујући и оне изван паштунске етничке групе.
У 3. вијеку, Сасаниди су помињали источно племе по имену Абган, које је у персијском облику потврђено у Худуд ел Аламу из 10. вијека као Авган.
Различити аутори у 19. вијеку користили су израз „Авган” као синоним за „Паштун”.

## Етимологија
Најранији помен назива Авган (Абган) наводи сасанидски цар Шапур I у 3. вијеку н. е. У 4. вијеку ријеч „Авгани/Авгана” (αβγανανο) у односу на одређени народ помиње се у бактријским документима пронеђеним у сјеверном Авганистану.
Етимолошки став који подржавају бројни познати научници је да име Авган очигледно потиче од санскртске ријечи Асвакан. Ово гледиште заступали су научници попут Кристијана Ласена, Џона Вотсона Макриндла, Луја Вивјена де Сен Мартен и Елиса Реклуа.
Санскртска ријеч ас(х)ва, авестанска аспа и пракритска аса значе „коњ”, док асхвака (пракритски асака) значи „коњаник”, „људи-коњи”, „земља коња”, као и „узгајивачи коња”. Из предхрићанског периода људи из регије Хиндукуша били су познати као Асхвакани, што дословни значи „коњаници” или „узгајивачи”, пошто су узгајали фину расу коња и имали репутацију стручних коњаника.